# Jan Wojciechowski (inżynier)
Jan Wojciechowski (ur. 1 listopada 1871 w Szydłowcu - zm. 8 lutego 1938 w Starej Miłosnej), inżynier technolog, konstruktor działający na Ukrainie, pionier polskiej psychotechniki.

## Życie
Ukończył szkołę realną w Warszawie (1891) a następnie z wyróżnieniem studia w Instytucie Technologicznym w Petersburgu, otrzymując dyplom inżyniera technologa (1896). W latach 1896–1899 pracował w Tow. Akcyjnym Zakładów Mechanicznych "Borman i Szwede" w Warszawie, gdzie był konstruktorem kotłów parowych, aparatury cukrowniczej i konstrukcji stalowych oraz nadzorował montaż kotłów w Warszawie i Żbikowie. Następnie w tym samym charakterze był zatrudniony w Południowej Fabryce Budowy Maszyn w Kijowie (1899) a następnie w Biurze Technicznym Południowo-Rosyjskiego Dnieprowskiego Tow. Metalurgicznego w Kamienskoje (1899-1918), gdzie w latach 1905-1918 był kierownikiem tego biura. Był bliskim współpracownikiem Ignacego Jasiukowicza. Działał na rzecz licznej polskiej kolonii w Kamienskoje, gdzie zorganizował Katolickie Towarzystwa Dobroczynności, które utworzyło ochronkę i dwuklasową szkołę dla polskich dzieci. Dla robotników organizował kursy wieczorowe na których wykładał. W tym czasie zamieszczał również liczne artykuły o tematyce technicznej w "Przeglądzie Technicznym". W 1916 pod wpływem Karola Adamieckiego zainteresował się naukową organizacją pracy. Rozpoczęła się wówczas ewolucja jego poglądów od technokratycznej nauki racjonalizacji pracy, poprzez wąsko pojętą psychotechnikę do psychologii stosowanej.
Po powrocie do kraju w grudniu 1918 był radcą ministerialnym w Sekcji Uruchamiania Przemysłu a następnie kierownikiem Wydziału Metalowego w Ministerstwie Przemysłu i Handlu.  W 1920 nadzorował badania psychotechnicznymi w poradni zawodowej dla chłopców i dziewcząt Patronatu nad Polską Młodzieżą Rzemieślniczą i Przemysłową. Potem pracował w Zakładach Przemysłu Drzewnego „Wiór” Spółka Akcyjna w Warszawie (1921-1922). Jednocześnie w latach 1919–1922 wykładał na wydz. mechanicznym Politechniki Warszawskiej, jako zastępca profesora części maszyn oraz maszynoznawstwo w Państwowej Szkole Budowy Maszyn i Elektrotechniki im. H. Wawelberga i S. Rotwanda.
Następnie pracował jako urzędnik a następnie referent w Wydziale Nauki Ministerstwa Wyznań Religijnych i Oświecenia Publicznego (1922-1925). Od tej pory zajął się przede wszystkim badaniami i propagowanie naukowej organizacji pracy. W związku z tym prowadził rozległe studia w zakresie pedagogiki, psychofizjologii, organizacji pracy i doboru zawodowego opartego na badaniach psychotechnicznych. Jego celem stało się zharmonizowanie człowieka z jego pracą. W 1924 ukończył kurs psychotechniki w prywatnym Instytucie Organizacji Pracy i Psychotechniki „Orga” w Berlinie, kierowanym przez prof. Waltera Moedego i Curta Piorkowsky’ego. Zwiedził równocześnie niemieckie, szwajcarskie, francuskie i włoskie pracownie psychotechniczne. Po powrocie do kraju poświęcił się propagowaniu nowej gałęzi wiedzy – psychotechniki. Z ramienia MWRiOP w 1924 zorganizował a następnie kierował wzorcowym Zakładem Psychotechnicznym przy Państwowej Szkole Budownictwa w Warszawie (1925- 1934). Była to pierwsza w Polsce placówka kształcąca psychotechników  i prowadząca badania psychotechniczne dla potrzeb szkolnictwa zawodowego. Jednocześnie w latach 1925-1930 kierował Biurem Badań Psychotechnicznych Dyrekcji Kolei Państwowych w Warszawie. W związku z tym odbył z ramienia Ministerstwa Kolei podróże do Szwajcarii i Francji. W tym czasie nigdzie, poza Niemcami, nie stosowano jeszcze wówczas psychotechniki przy doborze personelu kolejowego. Tworząc wspomnianą placówkę w Polskich Kolejach Państwowych wzorował na Laboratorium Paryskiego Towarzystwa Transportowego. W 1930 Biuro Badań Psychotechnicznych przekształcono w Pracownię Psychotechniczną DOKP Warszawa, oraz utworzono także drugą Pracownię Psychotechniczną w DOKP Poznań. Obiema placówkami kierował zarządzany przez niego Referat Psychotechnicznego Ministerstwa Komunikacji (1930-1932). Jako delegat reprezentował Polskę na kongresach w Paryżu, Utrechcie, Barcelonie i Pradze.
Był współzałożycielem Polskiego Towarzystwa Psychotechnicznego (1925) następnie jego prezesem (1928-1936) a od 1937 członkiem honorowym. W 1927 Towarzystwo  powołało kwartalnik „Psychotechnika”, którego w latach 1928-1938 był redaktorem naczelnym. Członek Instytutu Naukowego Organizacji i Kierowania. Ogłosił ponad 80 artykułów w czasopismach krajowych i zagranicznych (m.in. w „Revue de la Science Travail”, „Le Travail Humain”, „Industrielle Psychotechnique”).
Za zasługi otrzymał od państwa dworek myśliwski ks. Józefa Poniatowskiego w Starej Miłośnie pod Warszawą, gdzie zamieszkał na emeryturze. Interesował się muzyką i sztuką, sam malował pejzaże. Zmarł po ciężkiej chorobie, pochowany na cmentarzu Powązkowskim w Warszawie (grób nie zachował się).

## Życie prywatne
Był synem powstańca styczniowego Franciszka Ksawerego i Bronisławy z Jopkiewiczów. Mąż Milady Wandy z Hebdów, mieli czworo dzieci.

## Literatura
- Józef Piłatowicz, Wojciechowski Jan (1871-1939), Słownik Biograficzny Techników Polskich, z. 10, Warszawa 1999, s. 172-174
- Zbigniew Tucholski, Wojciechowski Jan, Giganci Nauki - biogramy